# 미콜라스 비르지슈카

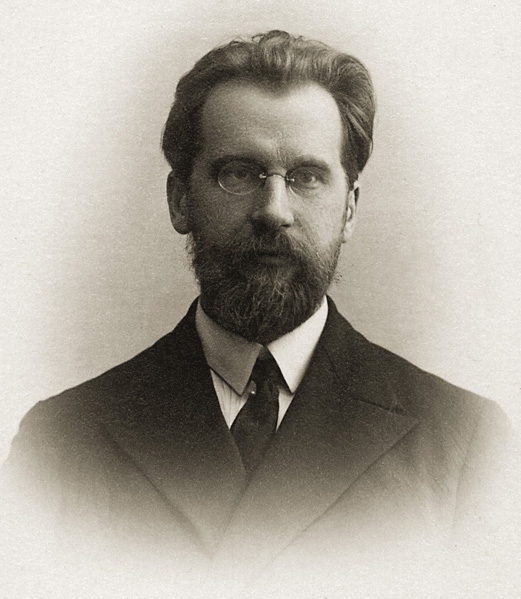
미콜라스 비르지슈카

미콜라스 비르지슈카(리투아니아어: Mykolas Biržiška, 1882년 8월 24일~1962년 8월 24일)는 리투아니아의 역사학자, 문학자, 정치인이다. 리투아니아 독립 선언서에 서명한 20인 중 한 사람이다.